# Erozja śnieżna
Erozja śnieżna lub: niwacja, erozja niwalna, erozja śniegowa – proces geologiczny degradacji powierzchni ziemi obejmujący przeobrażenie rzeźby terenu, pokrywy glebowej i stosunków wodnych, zachodzący w warunkach naturalnych, wyłącznie pod wpływem mechanicznego, niszczącego działania topniejącego i osuwającego się śniegu. Zamarzanie i rozmarzanie z towarzyszącymi temu zjawisku zmianami objętości, plastyczność oraz ześlizgiwanie się rozmarzniętych powierzchni po nierozmarzniętych we współdziałaniu z ciążeniem ziemskim (soliflukcja) są podstawą mechanizmu erozji śnieżnej. Towarzyszy temu rozdrabianie nasiąkniętego wodą materiału skalnego pod wpływem zamarzania (gelifrakcja) oraz wypłukiwanie drobin podłoża przez wodę z roztopów. W najbardziej widocznej formie zjawisko zachodzi głównie w wysokich górach i w krajach polarnych. Niwację powodują:
- Erozje niweo-eoliczne – proces niszczenia podłoża polegający na szorowaniu dna i odrywaniu od niego fragmentów skalnych pod wpływem mechanicznego oddziaływania przemieszczającego się śniegu, w wyniku wielokrotnego zamrażania i rozmrażania bez przekształcania go w lód.
- Lawiny – bardzo gwałtowne przemieszczenia śniegu i mas glebowo-zwietrzelinowych.
- Zsuwy – powolne przemieszczanie się masy śniegu wraz z gruntem i okruchami skalnymi po powierzchni stoku.